# Rebecka Liljeberg
Rebecka Månstråle Liljeberg (ur. 13 maja 1981 w Nykvarn) – szwedzka aktorka filmowa. W filmie Lukasa Moodyssona Fucking Åmål grała rolę młodej lesbijki Agnes Ahlberg. Za tę postać w 1999 otrzymała, wraz z filmową partnerką Alexandrą Dahlström, nagrodę Szwedzkiego Instytutu Filmowego Guldbagge dla najlepszej aktorki. W latach 2002–2009 studiowała medycynę. 

## Filmografia
- 1991: Sunes Jul (Święta Bożego Narodzenia Sune'go) (serial) jako Sophie Blixt
- 1997: Bliski kontakt (Närkontakt) jako Nina
- 1998: Längtans blåa blomma (Błękitny kwiat tęsknoty) (serial) jako Mally Marelius
- 1998: Fucking Åmål jako Agnes
- 1999: Där regnbågen slutar (Tam gdzie kończy się tęcza) jako Sandra
- 1999: Sherdil jako Sanna
- 2000: Urodziny (Födelsedagen) jako Sandra
- 2002: Pocałunek niedźwiedzia (Bear’s Kiss) jako Lola